# Marliéria
Marliéria is een gemeente in de Braziliaanse deelstaat Minas Gerais. De gemeente telt 3.793 inwoners (schatting 2009).

## Aangrenzende gemeenten
De gemeente grenst aan Antônio Dias, Bom Jesus do Galho, Dionísio, Jaguaraçu, Pingo-d'Água, São Domingos do Prata en Timóteo.